# Hypopyra shiva
Hypopyra shiva är en fjärilsart som beskrevs av Achille Guenée 1852. Hypopyra shiva ingår i släktet Hypopyra och familjen nattflyn. Inga underarter finns listade i Catalogue of Life.